# Демен Табібу
Деме́н Табібу́ Ассумані́ (фр. Dehmaine Tabibou Assoumani; нар. 17 квітня 2005) — французький футболіст, півзахисник клубу «Нант».

## Клубна кар'єра
Вихованець команд «Бурже», «Ле-Блан-Меніль», «Клерфонтен» і «Сарсель». 2020 року приєднався до академії «Нанта» у віці 15 років. 25 березня 2023 року дебютував за резервну команду в матчі Насьйоналя 2 проти клубу «Стад Борделе». 
15 вересня 2024 року дебютував в основному складі «Нанта» в матчі Ліги 1 проти «Реймса», вийшовши на заміну Жоанну Лепенану.
5 квітня 2025 року в поєдинку Насьйоналя 3 проти «Сабле» забив свій перший гол у кар'єрі. 9 липня 2025 року продовжив контракт з клубом до 2030 року.

## Кар'єра в збірній
Виступав за збірні Франції до 18, до 19 і до 20 років. В липні 2024 року потрапив в заявки збірної до 19 років на юнацький чемпіонат Європи в Північній Ірландії. На турнірі зіграв чотири матчі, відзначившись голом проти збірної Данії, а його команда дійшла до фіналу, де поступилась іспанцям.

## Статистика виступів
Станом на 17 серпня 2025 
| Клуб              | Сезон             | Чемпіонат         | Чемпіонат | Чемпіонат | Кубок | Кубок | Єврокубки | Єврокубки | Інші  | Інші | Всього | Всього |
| Клуб              | Сезон             | Дивізіон          | Матчі     | Голи      | Матчі | Голи  | Матчі     | Голи      | Матчі | Голи | Матчі  | Голи   |
| ----------------- | ----------------- | ----------------- | --------- | --------- | ----- | ----- | --------- | --------- | ----- | ---- | ------ | ------ |
| Нант Б            | 2022–23           | Насьйональ 2      | 3         | 0         | —     | —     | —         | —         | —     | —    | 3      | 0      |
| Нант Б            | 2023–24           | Насьйональ 3      | 13        | 0         | —     | —     | —         | —         | —     | —    | 13     | 0      |
| Нант Б            | 2024–25           | Насьйональ 3      | 6         | 2         | —     | —     | —         | —         | —     | —    | 6      | 2      |
| Нант Б            | Всього            | Всього            | 22        | 2         | 0     | 0     | 0         | 0         | 0     | 0    | 22     | 2      |
| Нант              | 2024–25           | Ліга 1            | 12        | 0         | 1     | 0     | 0         | 0         | 0     | 0    | 13     | 0      |
| Нант              | 2025–26           | Ліга 1            | 1         | 0         | 0     | 0     | 0         | 0         | 0     | 0    | 1      | 0      |
| Нант              | Всього            | Всього            | 13        | 0         | 1     | 0     | 0         | 0         | 0     | 0    | 14     | 0      |
| Всього за кар'єру | Всього за кар'єру | Всього за кар'єру | 35        | 2         | 1     | 0     | 0         | 0         | 0     | 0    | 36     | 2      |